# NGC 84
NGC 84 is een ster in het sterrenbeeld Andromeda.
NGC 84 werd op 14 november 1884 ontdekt door de Franse astronoom Guillaume Bigourdan.